# Вейденрейх, Франц
Франц Вейденрейх (нем. Franz Weidenreich; 7 июня 1873, Эденкобен, Германская империя — 11 июля 1948, Нью-Йорк, США), немецкий учёный, специалист по физической антропологии и анатомии. Получил известность в основном благодаря изучению ископаемых останков так называемого «пекинского человека» (синантропа).

## Биография
Родился 7 июня 1873 года в Эденкобене (Германия). Медицинское образование приобрел в университетах Мюнхена, Киля, Берлина и Страсбурга. В 1899 году получил степень доктора медицины. Первое время занимался вопросами гематологии. В 1904 году, став профессором анатомии в Страсбурге и оставаясь в этой должности по 1918 год, опубликовал более 50 работ по анатомии. С 1921 по 1928 год руководил кафедрой анатомии Гейдельбергского университета, а затем (по 1935 год) — кафедрой антропологии Франкфуртского университета.
Ещё работая в Гейдельбергском университете, провёл своё первое исследование ископаемых останков человека, изучая череп неандерталоида из Эрингсдорфа. Научная публикация, посвящённая этой работе, вышла в свет в 1926 году. А в 1935 году, пребывая в должности приглашенного профессора Пекинского объединенного медицинского колледжа, он приступил к фундаментальному исследованию останков «пекинского человека» (Sinanthropus pekinensis).
Эти останки были найдены в 1927 году. И на тот момент учёные располагали знаниями о фрагментах черепа человекообразного существа с острова Ява, Homo erectus (помимо так называемой «гейдельбергской челюсти»). В ряде характеристик строения черепа и формы зубов Sinanthropus показал сходство с Homo erectus. Сопоставление этих двух групп, относящихся к ранней эпохе среднего плейстоцена (около 1 миллиона лет назад), позволяет выделить раннего человека в совершенно особую зоологическую группу. Позднее Вейденрейх, выделяя эту стадию, использовал термин «архантропы».
В 1937 году Вейденрейх году месте с голландским антропологом Г. Кенигсвальдом обнаружили на Яве новые останки архантропа. Крупный череп ископаемого человека стал их новой находкой, о которой они сообщили в 1938 году. Этот тип ископаемых высших приматов был назван Pithecanthropus robustus. В 1939 году выходит в свет публикация Вейденрейха, в которой он объявляет о находке, сделанной в верхнем слое пещеры Чжоукоудянь: это три черепа Homo sapiens. Вейденрейх уехал из Пекина в 1940 году. Перебравшись в США, он захватил с собой гипсовые слепки находок синантропа (оригиналы этих останков утеряны, но копии были сделаны очень точно).
В 1941 году он приступил к работе в Музее естественной истории в Нью-Йорке. Результаты своих исследований изложил в монографии «Череп пекинского синантропа» (The Skull of Sinanthropus pekinensis), которая вышла в 1943 году. Работая над монографией, Вейденрейх сохранил интерес к проблемам человеческой эволюции. И в 1946 году опубликовал книгу «Человекообразные обезьяны, гигантопитеки и человек» (Apes, Giants and Man), в которой подвел итог своим многолетним исследованиям в этой области (вопреки закону Копа, Вейденрейх считал гигантопитеков, которых назвал гигантропами — Giganthropus — предками человека). За это же время им написано более 30 статей.

## Теория Вейденрейха
Вейденрейх считается одним из создателей теории полицентризма, согласно которой происхождение человека было возможно в нескольких регионах Земли. В каждом из этих регионов благодаря независимой эволюции из обитающих здесь архантропов, а после палеоантропов появился современный человек, принадлежащий к конкретной большой расе (европеоидной, негроидной, монголоидной и т. п.) Сторонником этой теории в Советском Союзе был Г. Ф. Дебец, а в США — Карлтон Кун.

## Критика теории Вейденрейха
Теория Вейденрейха резко критиковалась Я. Я. Рогинским и М. Г. Левиным, считавшими приводимые доводы недостаточными, чтобы утверждать существование специфических эволютивных связей между бэйпинскими обезьяно-людьми и современными монголоидами. Однако их критика не мешала им рассматривать Китай как один из регионов становления человека. В пользу этого вывода говорит большая морфологическая близость между синантропом и питекантропом и естественно-географическая вероятность существования древнейших гоминид в начале четвертичного периода на всей территории от окрестностей Бэйпина до Явы.
 Кроме того, критики этой теории отмечают, что между ископаемыми формами человека и современными расами, обитающими в этих же регионах, нет морфологического соответствия, в то время как многие не связанные друг с другом признаки обнаруживают у разных рас заметное сходство.